# 寿淑帝姫
寿淑帝姫（じゅしゅくていき、? - 1106年）は、北宋の徽宗の第6皇女。

## 経歴
淑妃鄭氏（後の顕粛皇后）の三女として生まれた。崇寧3年（1104年）5月6日、寿慶公主の位を授けられた。
崇寧5年（1106年）1月、寿慶公主は夭折した。豫国公主の位を追贈された。政和4年（1114年）12月、寿淑帝姫の位を再追贈された。

## 伝記資料
- 『宋会要輯稿』
- 『皇第六女特封寿慶公主制』